# رپس
رپس (به لاتین: Reps) یک منطقهٔ مسکونی در آلبانی است که در ناحیه میردیته واقع شده‌است.